# Obwalden kanton
Obwalden Svájc egyik kantonja, itt található az ország földrajzi középpontja. Székhelye Sarnen.

## Története
Obwalden a mai Nidwaldennel együtt egészen 1798-ig Unterwalden kantont alkotta, amelyet aztán kettéválasztottak két félkantonra. Az 1999-es alkotmány megszüntette a félkantoni státuszt, de a Svájci Államtanácsban továbbra is közös a képviseletük Nidwaldennel és csak fél szavazattal bírnak. 
Az ember legkorábbi nyoma a kanton területén egy i.e. 8. évezredből származó kőkés. Az i.e. 4. évezredből két neolitikus, a Horgen kultúrából származó lelőhelyre bukkantak a régészek. A későbbiekben fokozatosan benépesült a kanton; a korai bronzkort egy sír képviseli és feltételezik, hogy ekkoriban létezett egy település a Sarnen-tó partján. A Rengg-hágónál 3-3,5 ezeréves házakat találtak. Alpnachban egy i.sz. 1. századból származó római udvarházat ástak ki, melyet 270 körül tűz pusztított el.
700 körül a romanizált gall lakosság mellé elkezdtek betelepülni a germán alemannok. A két népcsoport a 8-11. században elkeveredett és egyöntetűen német nyelvűvé vált. A 9. századtól a kanton területe a Burgundiai Királysághoz tartozott, majd II. Konrád császár 1032-es hadjáratát követően a Német-római Birodalomhoz csatolták. A császár az aargaui Lenzburg grófoknak adományozta Obwaldent, majd a család kihalása után a Habsburg-dinasztia örökölte birtokaikat. 

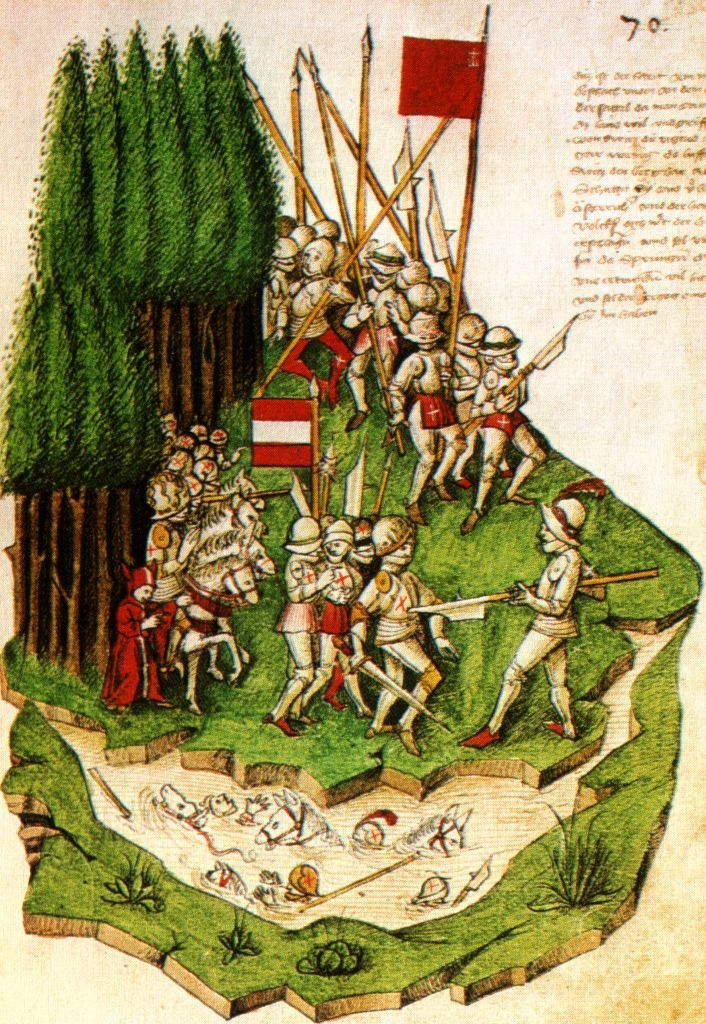
A morgarteni csata

A kora középkorban a földterület jelentő részét különböző kolostorok birtokolták (pl. a murbachi és a beromünsteri apátság), amelyek templomokat emeltek a falvakban és kinevezték azok papjait. Sarnent önálló politikai entitásként először egy 1247-es pápai bulla említi, melyben Schwyz lakosaival együtt kiközösítette őket, mert hűbéruruk, Habsburg-Laufenburg Rudolffal szemben II. Frigyes császárt támogatták. A későbbi kanton 13. századi földbirtokosai jellemzően kisnemesek voltak, akik nem tudtak túlzott politikai hatalomra szert tenni és a helyi közösségek autonómiájuk nagy részét megtarthatták. 1291-ben azonban ez megváltozott, amikor I. Rudolf császár megvásárolta a murbachi apátság unterwaldeni (Obwalden és Nidwalden együttesen) földjeit és egy erős grófi - sőt császári - központi hatalom jelent meg. Jogaik védelmében 1291. augusztus 1-én a polgárok szövetséget kötöttek Uri és Schwyz kantonokkal, ami aztán a későbbiekben a Ósvájci Konföderáció magját alkotta. 1304-ben formálisan is egyesítették a obwaldeni és nidwaldeni völgyeket és politikai szabadságaikat a Luxemburgi-házhoz tartozó VII. Henrik császár is megerősítette.
1314-ben  megkezdődött a bajor IV. Lajos és a Habsburg Szép Frigyes harca a császári koronáért, melyben a svájciak konföderációja Lajost támogatta. A következő évben a kantonok (közte az unterwaldeniek) csapatai döntő győzelmet értek el a Habsburgok ellen a morgarteni csatában; ezzel sikeresen megerősítették függetlenségüket. Unterwalden részt vett a Svájci Konföderáció háborúiban, mint a sempachi csatában (1386), Ticino, Aargau, Thurgau és Locarno elfoglalásában, de területét soha nem sikerült növelnie.
1481-ben a belső feszültségek és viták miatt majdnem szétesett a Konföderáció és a polgárháború elkerülhetetlennek látszott. Egy obwaldeni remete, Flüei Szent Miklós elérte, hogy Stanban gyűlést hívjanak össze és tanácsaival (melynek részletei nem ismertek) lehűtötte a hangulatot és helyreállította a békét.
Az obwaldeni tartományi gyűlés határozottan elleneszegült a reformációnak és 1528-ban csapatokat is küldtek a Berni kantonba, hogy kikényszerítsék a katolikus vallás megtartását. A protestáns és katolikus többségű kantonok közötti feszültség vezetett az első, majd a második kappeli háborúhoz (utóbbiban esett el a neves zürichi prédikátor, Huldrych Zwingli is). A vallás a későbbiekben is feszítő erő maradt a Konföderáció kantonjai között; az Unterwaldenhez hasonló katolikus kantonok gyakran hittestvéreikkel, Franciaországgal és Spanyolországgal kötöttek szövetséget. 

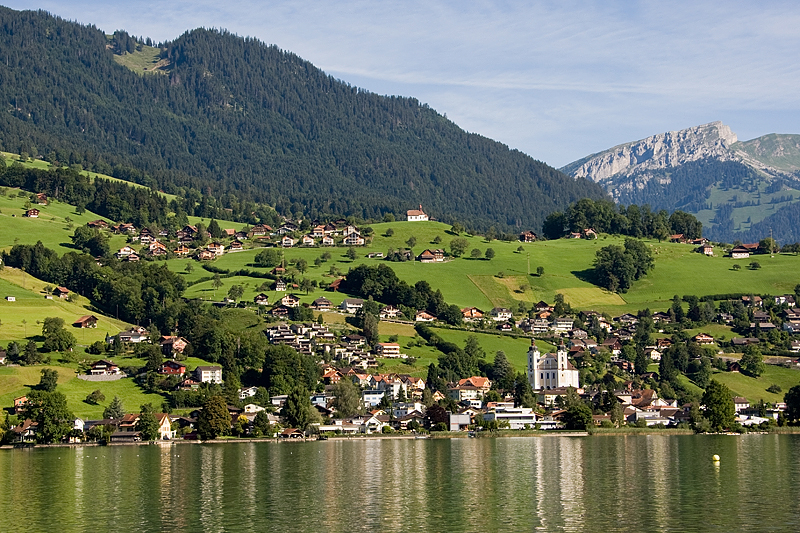
A kanton székhelye, Sarnen

Az 1798-as francia invázió idején Obwalden franciapártinak mutatkozott és a helyi papság is a vallás védelmezőjeként üdvözölte a párizsi kormányt. 1798. április 1-én a régi kantonok közül Obwalden elsőként ismerte el a Helvét Köztársaságot, bár aztán szomszédai nyomására csatlakozott a franciaellenes felkeléshez. A lázadás leverése után a régi erdőkantonokat Waldstätten kantonban egyesítették; ezen belül Obwalden a Sarneni kerületet alkotta. A Helvét Köztársaság felbomlása után 1803-ban Unterwaldent két félkantonra bontották. 1815-ben az engelbergi apátságot és a hasonló nevű kerületet Obwaldenhez csatolták, amely így exklávét alkotott, nem lévén földrajzi kapcsolatban a kanton fő területével. 1843-ban Obwalden más katolikus és konzervatív vezetésű kantonokkal együtt megalkotta a Sonderbundot, amely 1847-ben fegyveres felkeléssel próbált ellenállni a Szövetségi Gyűlés reformjainak.
1850-ben egyedül a katolikus vallást ismerték el a kantonban, de 1867-ben teljesen átírták az alkotmányt, amely megfelelő jogokat (pl. iskolák fenntartását) adott a református egyháznak is. 1902-ben ismét átdolgozták a kanton alkotmányát, melyben lehetőséget adtak a polgároknak a törvények népszavazáson való megváltoztatására. Az alkotmány utolsó teljes revíziójára 1968-ban került sor, de jelentős változtatások nem történtek benne. A nők először 1972-ben szavazhattak a kantoni választásokon. 

## Földrajza
Obwalden területe 490,59 km²; 2006-ban ennek 40,2%-át (197,3 km²-t) erdő borította, 37,9%-át pedig mezőgazdaságilag hasznosították. További 3,2%-ot foglalnak el az utak és épületek, 18,7%-ot pedig folyók, hegyek és gleccserek. Legmagasabb pontja a 3238 m magas Titlis-csúcs, a legalacsonyabb a 434 méteren fekvő Vierwaldstätti-tó. A Titlis lábánál, az Ober Truebsee alpesi legelőn terül el a kis Trubsee turistaparadicsoma. Ez Engelberg falvából túraútvonalakon vagy felvonókkal közelíthető meg.
Északon és nyugaton Luzern, délen Bern, keleten Nidwalden (és Engelbergnél Uri) kantonokkal határos. Engelberg község exkláveként különül el a kanton fő, történelmi területétől. Főbb tavai a Vierwaldstättersee, Sarnersee, Lungerersee, Wichelsee, Tannensee és Melchsee.

## Politika és közigazgatás

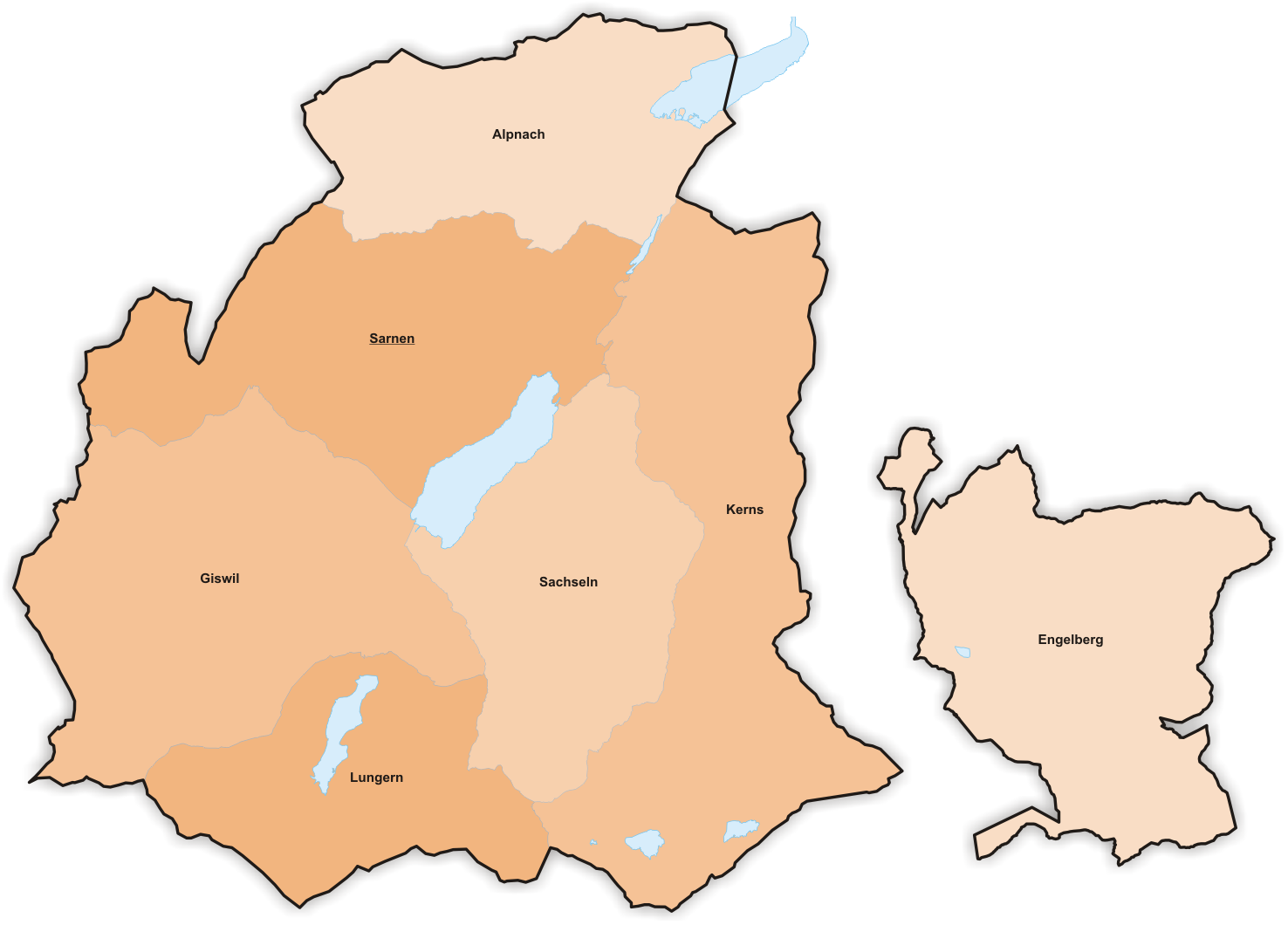
Obwalden községei

A Svájci Államszövetségben Obwalden képviseletileg félkantonnak számít. Jogai és kötelezettségei megegyeznek más kantonokéival, de csak egy képviselőt küld az Államtanácsba és kanton tanácsa is csak öt tagból áll. A 2011-es szövetségi választásokon a Keresztényszocialista Párt 56,9%-ot, míg a Svájci Néppárt 43,1%-ot kapott.
Obwaldent mindössze hét község (önkormányzat) alkotja: Sarnen, Kerns, Sachseln, Alpnach, Giswil, Lungern és Engelberg. A községek jelentős autonómiával bírnak, a helyben befolyt adók kétharmadával maguk rendelkeznek, így például központi támogatás nélkül tudják fenntartani az iskolákat. 

## Lakosság
Obwalden kantonnak 2013 decemberében 36 507 lakosa volt. A 2010-es adatok szerint 12,9%-uk volt külföldi születésű. 2000-2010 között a népesség 8,7%-kal nőtt, ebből a bevándorlás 5,7%-ot, míg a természetes növekedés 2,5%-ot tett ki. A lakosok 92,3%-ának a német az anyanyelve, míg a második az albán (1,4% vagy 452 fő) a harmadik pedig a szerb-horvát(1,2% vagy 399 fő).
2000-ben 12 445 háztartás volt a kantonban, háztartásonként átlagosan 2,5 fővel. 3 835 háztartás volt egyszemélyes, 1 349 pedig öt vagy több főből állt.
2000-ben a lakosok 80,2%-a a római katolikus, 7,0%-a pedig a református vallást követte. 464-en az ortodox, 511-en pedig egyéb keresztény egyházakhoz tartoztak; 985-en muszlimnak, 41-en buddhistának, 82-en hindunak, öten pedig zsidónak vallották magukat. Az ateisták és agnosztikusok száma 1 212 (3,74%) volt, míg 1 109-en (3,42%) nem válaszoltak a kérdésre.

## Gazdaság

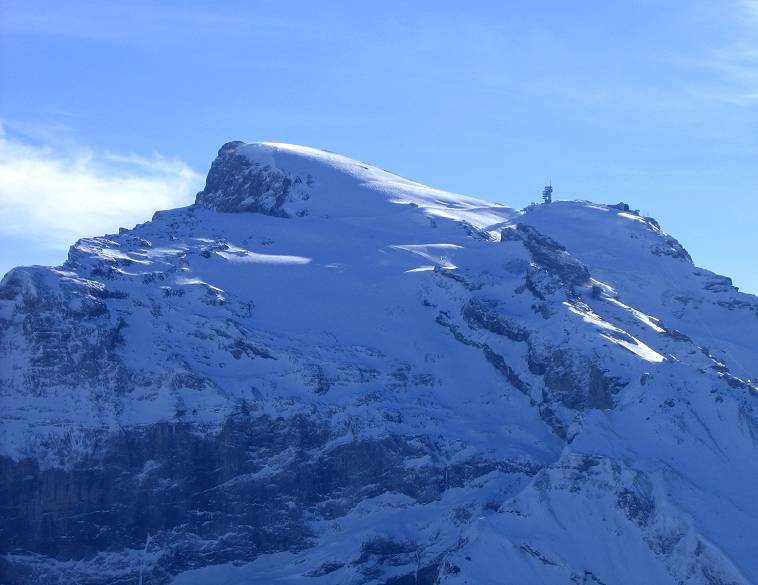
A kanton legmagasabb pontja, a 3238 m-es Titlis

Obwalden gazdasága döntő részben kis- és közepes vállalatokból áll. Az olyan csúcstechnológiai tevékenységek mellett mint a miniatűr motorok, műanyagok, orvosi felszerelések és nanotermékek gyártása mellett a gazdaság fontos ágazata az erdészet és a családi gazdaságok uralta mezőgazdaság (főleg szarvasmarhatenyésztés).
2008-ban 1 871-en dolgoztak a gazdaság elsődleges (kitermelő, mezőgazdasági) szektorában, 6 499-en az iparban, a harmadlagos, szolgáltató szektorban pedig 10 037-en. A munkanélküliség 1,5% (2010).
Fontos gazdasági ágazat a turizmus. Obwalden a Svájci-Alpok központi részén fekszik így számos lehetőséget nyújt síelésre, snowboardozásra, nyáron a hegymászásra, túrázásra. Elsősorban a Pilátus- és Titlis-hegy vonz sok látogatót. Közvetlenül vagy közvetetten a munkavállalók egynegyede érintett a turisták ellátásában.

## Fordítás
- Ez a szócikk részben vagy egészben  az   Obwalden című angol Wikipédia-szócikk ezen változatának fordításán alapul.  Az eredeti cikk szerkesztőit annak laptörténete sorolja fel. Ez a jelzés csupán a megfogalmazás eredetét és a szerzői jogokat jelzi, nem szolgál a cikkben szereplő információk forrásmegjelöléseként.